# Действующие чемпионы профессиональных турниров по смешанным единоборствам
Это список действующих чемпионов по смешанным единоборствам по версиям основных ассоциаций в смешанных единоборствах.

## Действующие организации

### Основные версии
- Ultimate Fighting Championship (UFC) (рус. Абсолютный бойцовский чемпионат) — спортивная организация, базирующаяся в Лас-Вегасе, основанная в 1993 году. Первые десять лет значимость UFC была невысокой, популярность UFC стала плавно расти с 2001—2002 года. В 2007 году UFC выкупила активы главного на тот момент конкурента, японской организации Pride. После этого, UFC закрепило лидерство в организациях смешанных единоборств. В 2011 году компания UFC приобрела активы ещё одного конкурента, компанию Strikeforce. На сегодняшний день компания UFC является самой престижной и значимой организацией в смешанных единоборствах[1].
- Bellator MMA (ранее — Bellator Fighting Championships) — американская спортивная организация, основанная в 2008 году[2].
- ONE Championship (One FC) — азиатская спортивная организация, основанная в 2011 году в Сингапуре[3].
- Absolute Championship Akhmat (ACA) (ранее Championship Berkut (ACB)) — крупнейшая российская спортивная организация, основанная в 2014 году в Грозном, Чечня. Проводит турниры преимущественно в России, но в период 2016—2019 годов проводили турниры по всему миру.
- Konfrontacja Sztuk Walki[англ.] (KSW) — европейская компания, основана в 2004 году. Базируется в Варшаве (Польша). В 2017 году компанией был побит рекорд по посещаемости ММА мероприятия в Европе. На событии присутствовало более 57 тыс. человек
- Invicta Fighting Championships[англ.] (Invicta FС) — американская спортивная организация, основанная в 2012 году, специализирующаяся на организации женских поединков[4].

### Второстепенные версии
- Азия/Океания: Professional Fighters League (PFL) (ранее World Series of Fighting), Rizin Fighting Federation, Pancrase, Pacific Xtreme Combat[англ.], ROAD Fighting Championship[англ.], Super Fight League[англ.], Universal Reality Combat Championship[англ.], Deep (mixed martial arts)[англ.], Inoki Genome Federation[англ.], Fighting Network Rings, RisingOn[англ.], Shooto, Vale Tudo Japan[англ.], ZST[англ.], Baikal Fighting Championship[англ.].
- Америка: Jungle Fight[англ.], Shooto, King of the Cage, Maximum Fighting Championship[англ.], World Series of Fighting (Canada)[англ.], Cage Fury Fighting Championships[англ.], Tachi Palace Fights[англ.], Titan Fighting Championships[англ.], USA-MMA[англ.], Xtreme Fighting Championships[англ.].
- Европа: M-1 Global, Lithuania Bushido Federation[англ.], Konfrontacja Sztuk Walki[англ.], MMA Raju[англ.], Respect Fighting Championship[англ.], BAMMA[англ.], Cage Contender[англ.], Cage Warriors[англ.], Ultimate Challenge MMA[англ.], 10th Legion Championship Fighting[англ.].

## Разъяснение таблицы
| Версия титула |
| Флаг, имя, фамилия Выигрыши-проигрыши-ничьи-не состоявшиеся (побед нокаутом-болевым-решением) Дата завоевания титула (количество защит) поб. — выиграл титул в бою с … защ. — защитил титул в бою с ... |

- При отсутствии ничьих и несостоявшихся поединков, допускается не указывание этого в таблице

## Список чемпионов среди мужчин

### Тяжёлый вес (до 265 фунтов, до 120 кг)
| UFC        | Bellator | One FC                                                             | ACA                                                                        | KSW |
| Джон Джонс | Райан Бэйдер 31-7-0-1 (13-3-15) 26 января 2019 (3) поб. Фёдор Емельяненко защ. Валентин Молдавский защ. Чейк Конго защ. Фёдор Емельяненко | Аржан Буллар 11-1-0-0 (4-0-7) 28 апреля 2021 (0) поб. Брендон Вера | Алихан Вахаев 12-2-0-0 (7-1-4) 27 августа 2022 (0) поб. Салимгерей Расулов | Фил Де Фрайс 22-6-0-1 (5-13-4) 14 апреля 2018 года (7) поб. Михал Андрышак защ. Кароль Бедорф защ. Томаш Наркун защ. Луиш Энрике Барбоса защ. Михал Кита защ. Томаш Наркун защ. Дарко Стосич защ. Рикардо Прасель |

### Полутяжёлый вес (до 205 фунтов, до 93 кг)
| UFC                                                                    | Bellator | One FC                                                                   | ACA | KSW                                                                                          |
| Джамалл Хилл 29-3-1-0 (25-3-1) 21 января 2023 (0) поб. Гловер Тейшейра | Вадим Немков 16-2-0-1 (10-3-3) 21 августа 2020 (4) поб. Райан Бейдер защ. Фил Дэвис защ. Джулиус Энгликас защ. Кори Андерсон | Рейнир де Риддер 16-0-0-0 (3-11-2) 28 апреля 2021 (0) поб. Аунг Ла Нсанг | Муслим Магомедов 12-0-0-0 (5-2-5) 15 июля 2021 (2) поб. Евгений Егембердиев защ. Григор Матевосян защ. Олег Оленичев | Ибрагим Чужигаев 17-5-0-0 (8-2-7) 15 января 2022 года (1) поб. Томаш Наркун защ. Иван Эрслан |

### Средний вес (до 185 фунтов, до 84 кг)
| UFC                                                                    | Bellator                                                          | One FC | ACA | KSW      |
| Алекс Перейра 7-1-0-0 (6-0-1) 12 ноября 2022 (0) поб. Исраэль Адесанья | Джонни Эблин 12-0-0-0 (5-1-6) 24 июня 2022 (0) поб. Гегард Мусаси | Рейнир де Риддер 16-0-0-0 (3-11-2) 30 октября 2020 (2) поб. Аунг Ла Нсанг защ. Кямран Аббасов защ. Виталий Бигдаш | Магомедрасул Гасанов 18-2-0-0 (5-1-12) 9 апреля 2021 (2) поб. Никола Дипчиков защ. Абдурахман Джанаев защ. Артём Фролов | вакантно |

### Полусредний вес (до 170 фунтов, до 77 кг)
| UFC                                                                  | Bellator                                                           | One FC                                                               | ACA                                                                        | KSW      |
| Леон Эдвардс 20-3-0-1 (7-3-10) 20 августа 2022 (0) поб. Камару Усман | Ярослав Амосов 26-0-0-0 (9-10-7) 11 июня 2021 (0) поб. Дуглас Лима | Кристиан Ли 17-4-0-0 (12-4-1) 19 ноября 2022 (0) поб. Кямран Аббасов | Виталий Слипенко 16-5-0-0 (5-3-8) 16 декабря 2022 (0) поб. Абубакар Вагаев | вакантно |

### Лёгкий вес (до 155 фунтов, до 70 кг)
| UFC                                                                      | Bellator                                                                    | One FC                                                           | ACA | KSW |
| Ислам Махачев 23-1-0-0 (4-11-8) 22 октября 2022 (0) поб. Чарльз Оливейра | Усман Нурмагомедов 16-0-0-0 (8-5-3) 18 ноября 2022 (0) поб. Патрики Питбуль | Кристиан Ли 17-4-0-0 (12-4-1) 26 августа 2022 (0) поб. Рай Юн Ок | Абдул-Азиз Абдулвахабов 19-2-0-0 (7-6-6) 19 сентября 2020 (1) поб. Александр Сарнавский защ. Хакран Диас | Марьян Жиуковски 17-6-0 (4-9) 19 декабря 2020 года (3) поб. Роман Шимански защ. Мацей Казечко защ. Борис Манковски защ. Себастьян Раевски |

### Полулёгкий вес (до 145 фунтов, до 66 кг)
| UFC | Bellator                                                                                   | One FC                                                     | ACA                                                                                              | KSW                                                                                               |
| Александр Волкановски 25-1-0-0 (12-3-10) 14 декабря 2019 (4) поб. Макс Холлоуэй защ. Макс Холлоуэй защ. Брайан Ортега защ. Чон Чхан Сон защ. Макс Холлоуэй | Патрисиу Питбуль 34-5-0-0 (11-12-11) 15 апреля 2022 (1) поб. Эй Джей МакКи защ. Адам Борич | Кай Тэнг 15-2-0-0 (12-0-3) 26 августа 2022 (0) поб. Тан Ли | Магомедрасул Хасбулаев 34-8-0-0 (10-16-8) 26 марта 2021 (1) поб. Фелипе Фроес защ. Рамазан Кишев | Саладин Парнэс 18-1-1 (1-7-9) 18 декабря 2021 года (1) поб. Даниэль Торрес защ. Даниэль Рутковски |

### Легчайший вес до 135 фунтов, до 61 кг)
| UFC                                                                                                   | Bellator                                                                              | One FC                                                                       | ACA                                                                      | KSW                                                                  |
| Алджамейн Стерлинг 22-3-0-0 (3-8-11) 7 марта 2021 (2) поб. Пётр Ян защ. Пётр Ян защ. Ти Джей Диллашоу | Серхио Петтис 22-5-0-0 (4-4-14) 7 мая 2021 (1) поб. Хуан Арчулета защ. Кёдзи Хоригути | Деметриус Джонсон 32-4-1-0 (6-13-13) 27 августа 2022 (0) поб. Адриано Мораес | Олег Борисов 25-6-1-0 (12-1-12) 26 марта 2022 (0) поб. Магомед Бибулатов | Якуб Виклач 14-3-1 (0-9-5) 17 декабря 2022 (0) поб. Себастьян Пшибыш |

### Наилегчайший вес (до 125 фунтов, до 57 кг)
| UFC                                                                         | Bellator | One FC | ACA                                                                | KSW      |
| Брендон Морено 21-6-2-0 (5-11-5) 21 января 2023 (0) поб. Дейвисон Фигейреду | N/A      | Джошуа Пасио 20-3-0-0 (8-9-3) 12 апреля 2019 (3) поб. Ёсукэ Сарута защ. Рени Каталан защ. Алекс Сильва защ. Ёсукэ Сарута | Имран Букуев 14-2-0-0 (1-7-6) 26 февраля 2022 (0) поб. Арен Акопян | вакантно |

## Список чемпионов среди женщин

### Чемпионы по версии UFC
| Полулёгкий вес (до 145 фунтов, до 66 кг)                                                                      | Легчайший вес (до 135 фунтов, до 61 кг)                               | Наилегчайший вес (до 125 фунтов, до 57 кг) | Минимальный вес (до 115 фунтов, до 52 кг)                          | Атомный вес (до 105 фунтов, до 48 кг) |
| Аманда Нуньес 21-5-0-0 (13-4-5) 29 декабря 2018 (2) поб. Крис Киборг защ. Фелиция Спенсер защ. Меган Андерсон | Аманда Нуньес 21-5-0-0 (13-4-5) 30 июля 2022 (0) поб. Джулианна Пенья | Валентина Шевченко 23-3-0-0 (8-7-8) 8 декабря 2018 (7) поб. Йоанна Енджейчик защ. Джессика Ай защ. Лиз Кармуш защ. Кэтлин Чукагян защ. Женнифер Майя защ. Жессика Андради защ. Лорен Мёрфи защ. Таила Сантос | Чжан Вэйли 23-3-0-0 (11-8-4) 12 ноября 2022 (0) поб. Карла Эспарса | N/A                                   |

### Чемпионы по версии Bellator MMA
| Полулёгкий вес (до 145 фунтов, до 66 кг)                                                                                                   | Легчайший вес (до 135 фунтов, до 61 кг) | Наилегчайший вес (до 125 фунтов, до 57 кг)                           | Минимальный вес (до 115 фунтов, до 52 кг) | Атомный вес (до 105 фунтов, до 48 кг) |
| Крис Киборг 26-2-0-1 (20-1-5) 25 января 2020 (4) поб. Джулия Бадд защ. Арлин Бленкоу защ. Лесли Смит защ. Шинейд Кавана защ. Арлин Бленкоу | N/A                                     | Лиз Кармуш 17-7-0-0 (3-1-6) 22 апреля 2022 (0) поб. Жулиана Веласкес | N/A                                       | N/A                                   |

### Чемпионы по версии Invicta FC
| Полулёгкий вес (до 145 фунтов, до 66 кг) | Легчайший вес (до 135 фунтов, до 61 кг)                          | Наилегчайший вес (до 125 фунтов, до 57 кг)                             | Минимальный вес (до 115 фунтов, до 52 кг)                               | Атомный вес (до 105 фунтов, до 48 кг)                                       |
| вакантно                                 | Татила Бернардо 14-4-0 (0-6-4) 18 января 2023 (0) Таниша Теннант | Кетлин Соуса 13-3-0-0 (8-1-4) 18 января 2023 (0) поб. Кристина Уильямс | Валеска Мачадо 12-3-0-0 (4-1-7) 16 ноября 2022 (0) поб. Каролина Войчик | Джиллиан ДеКурси 6-3-0-0 (2-1-3) 28 сентября 2022 (0) поб. Джессика Делбони |

### Комментарии
1. ↑  Ещё один бой и одна защита титула Райана Бэйдера против Чейка Конго не состоялась, один из бойцов случайно ткнул в глаз сопернику.
2. ↑  Эфир состоялся 15 мая 2021.
3. ↑  Ещё один бой и одна защита титула Вадима Немкова против Кори Андерсона не состоялась, соперники ударились головами.